# ブライアン・リー・コール
ブライアン・リー・コール（1967年12月7日 - 、英語：Brian Lee Cole）は、アメリカ合衆国の高位聖職者、および現在の米国聖公会東テネシー教区主教 である。

## 教育
ミズーリ州ペミスコット郡ハイチ生まれ。マレー州立大学に通学し、1989年に経営学において理学学士号を取得して卒業した。ケンタッキー州ベレアのアパラチア聖職者教育資源センターに従事して過ごした。1992年、南部バプテスト神学校で神学修士号を取得した。2001年にはザ・ユニバーシティ・オブ・ザ・サウスでの学業を修了し、大学では聖公会の歴史に重点を置いていた。更に2006年には総合神学校で芸術と祈願の勉強を始め、2002年から2005年まではノースカロライナ州バンコム郡アシュビルで典礼論の勉強も始めた。2019年、ザ・ユニバーシティ・オブ・ザ・サウスは名誉神学博士の称号を授与した。

## 聖職者叙任
2002年、ロバート・ホッジス・ジョンソン主教により司祭に叙任されたコールは、ノースカロライナ州アシュビルのジョージ・W・サウス記念擁護教会で会堂牧師を務めた。2005年にはアシュビルのオール・ソウルズ主教座聖堂の副司祭となり、副司祭在任中の2012年、ケンタッキー州レキシントンのグッド・シェファード教会の教区牧師を引き受けた。
2017年6月28日に行われた第33回年次教会員会議において東テネシー教区の主教に選出され、同年12月2日にテネシー州ノックスビルの主の昇天教会でマイケル・カリー総裁主教により叙任された。翌日、聖ヨハネ大聖堂に着任した。
聖十字架騎士団の準団員でもある。